# دیانا اوسپینا (بازیکن فوتبال)
دیانا اوسپینا (انگلیسی: Diana Ospina؛ زادهٔ ۳ مارس ۱۹۸۹) بازیکن فوتبال اهل کلمبیا است.
وی همچنین در تیم ملی فوتبال تیم ملی فوتبال زنان کلمبیا بازی کرده‌است.
وی در مسابقات کشوری و بین‌المللی در مجموع برندهٔ ۱ مدال طلا شده‌است.